# فيليكس أريناس غاسبار
فيليكس أريناس غاسبار (بالإسبانية: Félix Arenas Gaspar)‏ هو عسكري إسباني، ولد في 13 ديسمبر 1891 في سان خوان في الولايات المتحدة، وتوفي في 29 يوليو 1921 في العروي في المغرب.